# Uffe Bech
Uffe Manich Bech (Kopenhagen, 13 januari 1993) is een Deens voetballer die bij voorkeur als vleugelaanvaller speelt. Hij tekende in 2015 bij Hannover 96. In 2014 debuteerde hij voor Denemarken.

## Clubcarrière
Op dertienjarige leeftijd verruilde Bech Hellerup IK voor Lyngby BK. Op 1 augustus 2010 debuteerde hij in de Superligaen tegen Silkeborg IF. Zijn eerste competitietreffer maakte hij op 14 april 2011 tegen FC Midtjylland. In januari 2013 maakte de vleugelspeler de overstap naar reeksgenoot FC Nordsjælland, waarvoor hij veertien doelpunten in 43 competitiewedstrijden zou spelen. In juli 2015 tekende Bech een vierjarig contract bij Hannover 96, dat twee miljoen euro veil had voor de Deense international.

## Interlandcarrière
Op 11 oktober 2014 debuteerde Bech voor Denemarken in een EK-kwalificatiewedstrijd tegen Albanië. Hij viel na 71 minuten in voor Peter Ankersen. De wedstrijd eindigde in een 1-1 gelijkspel. Bech nam met Denemarken deel aan de Olympische Spelen 2016 in Rio de Janeiro. Bij dat toernooi verloor de ploeg van bondscoach Niels Frederiksen in de kwartfinale met 2-0 van de latere winnaar van de bronzen medaille, Nigeria.